# Nap, széna, eper
A Nap, széna, eper (eredeti cím: Slunce, seno, jahody) 1984-ben bemutatott csehszlovák komédia, az egyik legjellegzetesebb csehszlovák vígjáték. A film forgatási helyszíne (és történéseinek is helyszíne) Hoštice, egy apró dél-csehországi falu, melynek mindennapi történéseit mutatja be, komikus felhanggal.

## Cselekmény
Šimon Plánička, aki agrármérnöknek tanul, Hoštice falvacskába érkezik, ahol a helyi termelőszövetkezet (=tsz) felkeresése a célja. Egy új kísérletet szeretne végrehajtani, amelynek a lényege, hogy vajon a tehenek több tejet adnak-e, ha kulturált környezetben vannak, például klasszikus zenét hallgatnak. Kísérletét először a plébánia tehenein hajtja végre, s mindenki a csodájára jár, amikor megvalósul. Tervei a tsz vezetése miatt eleinte meghiúsulni látszanak, ám amikor megtudják, hogy az agrárminiszternek is ugyanez a neve, úgy vélik, hogy a fiával van dolguk, s így megenyhülnek irányába. Mivel nem hagyhatják, hogy a falunak rossz híre keljen a felettes elvtársaknál, egy fiatal lányra, Blažena Škopkovára bízzák a felügyeletét, aki megmutatja neki, mi hogy működik náluk a faluban. A lány barátja, Venca azonban féltékeny lesz az új jövevényre, és ez konfliktusokhoz vezet.
Venca féltékenységét megpróbálja kihasználni a könnyűvérű Miluna, aki titokban szerelmes a fiúba, de az minden mesterkedése ellenére is hűséges marad. A dolgokat csak bonyolítja, hogy Škopková asszony is örülne neki, ha a lányának ilyen módos udvarlója lenne, ráadásul a tsz is azt várja el, hogy csábítsa el a fiút. Blažena így nehezen tudja kimagyarázni magát, noha Simont tényleg nem érdekli semmi más, csak a kísérlet. Blažena egy nap azzal megy Vencához, hogy terhes, de Venca dühösen elzavarja, azzal vádolva a lányt, hogy biztosan Simontól van.
A tsz-ben végrehajtott kísérlet annyira sikeres, hogy híre megy. Egy neves küldöttség érkezik Prágából, köztük Simon apja. Mindenki a fiút keresi, de ő épp Blaženának segít: megbeszél egy találkozót Vencával. Megmutatja Blažena orvosi papírját: lehetetlen, hogy a gyerek az övé legyen, hiszen ő a fogantatás után hetekkel érkezett csak a faluba. A szerelmesek kibékülnek, Simon pedig, akit már keres a falu apraja-nagyja, futásnak ered, hogy az első vonattal elhagyja a falut.

## Érdekesség
A  "Nap, széna, eper" egy nagysikerű cseh vígjáték első epizódja, melynek középpontjában egy apró falucska, Hoštice élete áll. A film rendezője Zdeněk Troška is innen származik. Troška a cseh filmhumor tradícióit követve leleményesen figurázza ki a ´80-as évek falusi életét. A komikus, szerethető figurák, a kiváló színészi játék és a jól eltalált poénok emlékezetessé teszik ezt az egyébként könnyed vígjátékot. Érdekesség, hogy két évvel később Jiří Menzel „Én kis falum” című hasonló témaválasztással készült filmje szintén nagy sikerrel került a mozikba, sőt a legjobb külföldi filmnek járó Oscar díjra is jelölték. Habár a "Nap, széna, eper" a nemzetközi sikertől ilyen mértékben elmaradt, Hoštice nevét az egész akkori Csehszlovákia megismerte.

## Szereplők
| Színész           | Szerep              | Magyar hang első szinkron | Magyar hang második szinkron |
| ----------------- | ------------------- | ------------------------- | ---------------------------- |
| Pavel Kikincuk    | Šimon Plánička      | Pataki Vilmos             | Dévai Balázs                 |
| Veronika Kánská   | Blažena Škopková    | Simon Mari                | Zsigmond Tamara              |
| Bronek Cerny      | Venca               | Csere László              | Betz István                  |
| Miroslav Zounar   | Rádl elnök          | Füzessy Ottó              | Barbinek Péter               |
| Stanislav Tríska  | Skopek Škopková     | Horváth Pál               | Faragó András                |
| Helena Ružičková  | Škopková asszony    | Győri Ilona               | Molnár Piroska               |
| Erna Cervená      | Nagymama            | Pogány Margit             | Illyés Mari                  |
| Petra Pysová      | Miluna              | Tóth Enikő                | Solecki Janka                |
| Ludek Kopriva     | Otík atya           | Fillár István             | Cs. Németh Lajos             |
| Martin Sotola     | Jírka               | Pálok Gábor               | Czető Ádám                   |
| Vlastimila Vlková | Cilike              | Pásztor Erzsi             | Kassai Ilona                 |
| Marie Pilátová    | Konopnice           |                           | Bókai Mária                  |
| Jiří Lábus        | Béda                | Szerednyey Béla           | Pusztaszeri Kornél           |
| Jirí Ruzicka      | Dagadt "Pepa" Jozef | Vajda László              |                              |